# Anse-d’Hainault
Anse-d'Hainault (Haitianisch-Kreolisch: Ansdeno) ist eine Stadt im äußersten Westen der Tiburon-Halbinsel in Haiti.

## Geschichte
Der Ort wurde nach der Bucht, an der sie liegt, benannt. Diese trägt den Namen des französischen Siedlers Hainault, dessen Haus sich hier befand.
Der Historiker Moreau de St-Rémy datiert die Gründung der Stadt Anse-d’Hainault auf das Jahr 1798, als die Engländer das Fort Îlet à Pierre Joseph evakuierten.
Im Jahr 1817 wurde der Ort anlässlich der offiziellen Öffnung seines Hafens für den Außenhandel in den Rang einer Kommune erhoben.

## Lage und Beschreibung
Die Stadt liegt an der Baie-de-l’Hospital am Jamaica Chanel. Sie ist über die Route départementale RD-72 über Jérémie mit dem Rest des Landes verbunden.
Anse-d’Hainault besteht aus vier kommunalen Bezirken, von denen drei in den bergigen Außengebieten liegen. Die Bezirke  Grandoit und Boudon liegen an der Küste.
Der Fluss Îlet dient als Süßwasserquelle.
Es besteht ein kleiner Hafen, der der Küsten- und Sportschifffahrt sowie der Fischerei dient.
Anse-d’Hainault ist Hauptort des gleichnamigen Arrondissements.